# Николас Д. Вульфвуд
Николас Д. Вульфвуд (яп. ニコラス・D・ウルフウッド Никорасу D Уруфууддо), известный также как Николас Каратель — один из главных героев манги и аниме «Триган», созданных Ясухиро Найто. Герой является священником, который владеет большим крестообразным оружием «Punisher» (Каратель), которое он и его коллеги используют в спасении людей, либо для их уничтожения. Николас Д. Вульфвуд занял десятое место на Anime Grand Prix 1998 в категории персонажей мужского пола. Также на Anime Grand Prix был номинирован и главный герой «Тригана», Вэш Ураган, который занял второе место.

## Концепция и создание
В отличие от Вэша Урагана, главного героя «Тригана», который был оригинальным творением Ясухиро Найто, Вульфвуд был создан под внешним влиянием. Фамилия «Вульфвуд» была взята из названия одноимённой музыкальной группы, лидер Wolfwood посоветовала Найто сделать персонажа священником. Прообразом героя послужил рок-музыкант Тортойсе Мацумото из группы Ulfuls. Найто очень понравилась форма его острого, изогнутого вниз носа. Впоследствии художник шутил, что многие могли заметить, что он уделил огромное внимание к носу Вульфвуда.
Найто отметил, что он гордится тем, как удались жизнь и смерть Вульфвуда, а также сюжетная линия вокруг него. Его наряд был простым, и Найто решил воздержаться от добавления многих вещей, отметив, что если бы он это сделал, то персонаж стал бы совершенно не таким, каким был задуман.

## Биография

### Манга
По Найто, второе имя Николаса расшифровывается как «Dokonokuminomonjawaresumakinishiteshizumetarokakora» (Ежедневно потребляющий сигареты). Вульфвуд показал свой потенциал ещё в детском доме. Оттуда его забрал Часовня (известный также как Мастер Ц) и привёл героя в организацию, занимающуюся подготовкой убийц под названием «Глаз Майкла». Там Вульфвуд долгое время тренировался, чтобы стать киллером. Тренировки дали ему расширенные возможности и способность к регенерации с помощью специальных флаконов, однако ускорили его старение. Хоть он и был молод, но выглядел, как мужчина средних лет. Его потенциал был признан исключительным, и поэтому Вульфвуд получил десятую версию самого мощного вооружения организации, специального большого крестообразного оружия «Punisher» (Каратель), состоящее из пулемёта, стойки с пистолетами и гранатомёта. Впоследствии Николас предал и расстрелял Часовню, чтобы попасть в банду Легато Блусаммерса «Ганг-Хоу-Ганс», выдав себя за Часовню. Но его затея проваливается, и вместо этого Найвз посылает Вульфвуда помогать Вэшу Урагану и защищать его, чтобы доставить живым на базу Найвза. Вместе они проделали путь до базы, убив наёмников «Ганг-Хоу-Ганс»: Рай-Дея «Клинка» и Грея «Девять Жизней». На месте Вэш попадает в плен, но Николас спасает его и уходит в Декабрь, чтобы защитить свой детский дом от возмездия «Ганг-Хоу-Ганс». Он сражается с Ливио, другом своего детства и покалеченным Мастером Ц. Вульфвуд смертельно ранил Часовню и нанёс поражение Ливио, а также Расло «Третьему Карателю Смерти». Вскоре Николас Д. Вульфвуд умирает от передозировки регенеративных флаконов, выпив последний флакон с Вэшем.

### Аниме
В аниме семилетний Вульфвуд убивает своего опекуна и попадает в детский дом. Оттуда его забирает в Эвергрин Часовня, который обучает Николаса ремеслу убийцы и готовит героя на роль своего преемника. Закончив обучение, Вульфвуд основывает детский дом в Эвергрине. Николас впервые встречается с Вэшем в пустыне. У Вульфвуда поломался мотоцикл, и он (Вульфвуд) был вынужден пересекать пустыню пешком. Вэш увидел измученного Николаса из окна автобуса и спас его. На протяжении сериала у Вульфвуда складываются романтические отношения с Милли Томпсон, девушкой из страховой компании «Бернарделли». Цель Николаса состояла в сборе денег на содержание приюта, чтобы избавить детей от страданий, подобных тем, что он сам пережил в своём детстве. Поначалу он придерживается своих идеалов, полагая, что противников нужно убивать, но в конечном итоге принимает идеалы Вэша. Николас сражается с Часовней и побеждает его. Вульфвуд принимает решение не убивать своего наставника. Однако Легато Блусаммерс берёт Часовню под свой контроль и заставляет его выстрелить в спину Николасу. Своим последние минуты израненный Вульфвуд проводит в размышлениях о своей жизни и принятия окончательного признания перед смертью. В церкви он умирает с улыбкой на лице, прислонившись к своему крестообразному оружию. Покидая поселение, Вэш берёт оружие Вульфвуда из уважения к павшему герою. В бою с Найвзом он использует его после того, как слышит голос погибшего священника.

## Личная жизнь
Он является священником, однако большую часть своей жизни посвятил обучению ремеслу киллера. Николас почти никогда не чувствует никаких угрызений совести за убийства, особенно когда это нужно, чтобы защитить невинных людей. У него и Вэша есть разногласия по этому вопросу. Гуманоидный Тайфун иронически относится к профессии Вульфвуда. Он часто показывает своё разочарование неспособностью жить образом жизни Вэша, демонстрируя чувство вины за отнятые жизни, даже если они были отняты для благих целей. Его главной целью является сбор денег на содержание детского дома. Он очень любил Милли и надеялся провести свою жизнь вместе с ней, заботясь также о детях из своего приюта.

## «Каратель»

Вульфвуд и его «Каратель»

«Каратель» — большое крестообразное оружие, которое выдавалось лучшим представителям организации «Глаз Майкла». Существовало всего десять «Карателей», и каждый был по-своему уникален. «Каратель» Вульфвуда был создан последним, десятым. Его оружие имеет пулемёт спереди и ракетницу в боковой части креста. Также, если открыть стороны креста, то появится стойка с пистолетами. После гибели Вульфвуда «Каратель» использует Вэш Ураган для борьбы с Найвзом. Найто объяснил, что Вульфвуд выдерживал большой вес «Карателя», так как имел «невероятное чувство равновесия». Два других «Карателя» принадлежали Часовне, ещё два крестообразных автомата были у Ливио, тремя владел Расло «Третий Каратель Смерти», и ещё двое находились у приспешников Расло, Аджиля и Зейна.

## Отсылки к христианству
Вульфвуд был христианским священником, его одежда и главное оружие также были христианской тематики. Ясухиро Найто известен как один из немногих успешных художников манги, кто верит в Христа. Большая часть населения Японии не христиане, но Триган вобрал в себя темы и идеи, которые имеют связь с христианством. Найто рос как буддист, но изучал католицизм и обратился в него, сохраняя при этом буддийские принципы. Много христианских тем нашлось в манге и аниме «Триган». Даже будучи убийцей, Вульфвуд уделяет значительное внимание своей вере, но, в отличие от пацифиста Вэша, Николас считает себя реалистом, думая, что насилие и убийства являются частью жизни. Когда его спрашивают об этом, то он всегда отвечает: «Я всегда выбирал правильный путь, не так ли?». Действия Вульфвуда можно увидеть у его библейских предшественников. Существовал Иоанн Креститель, так же, как Вульфвуд, путешествовавший пешком через пустыню. Святой Петр использовал беспричинное насилие, чтобы спасти Иисуса, а Вульфвуд, возможно, напрасно пристрелил Зази «Зверя», чтобы спасти Вэша. Иисус запретил убивать Петру, сказав: «Тот, кто живёт от меча, умрёт от меча». В манге и аниме Вульфвуд в конечном счёте погибает. Самсон из Ветхого Завета, который жил дикой и жестокой жизнью, убивая из-за обиды. Но Бог использовал его в качестве судьи для своего народа. Вульфвуд также живёт дико и жестоко, но старался совершать благие деяния. Святой Павел путешествовал по неизвестной земле для распространения христианства, как Вульфвуд путешествовал по суровой планете, чтобы спасти свой детский дом и людей, на которых он наткнулся.

## Критика

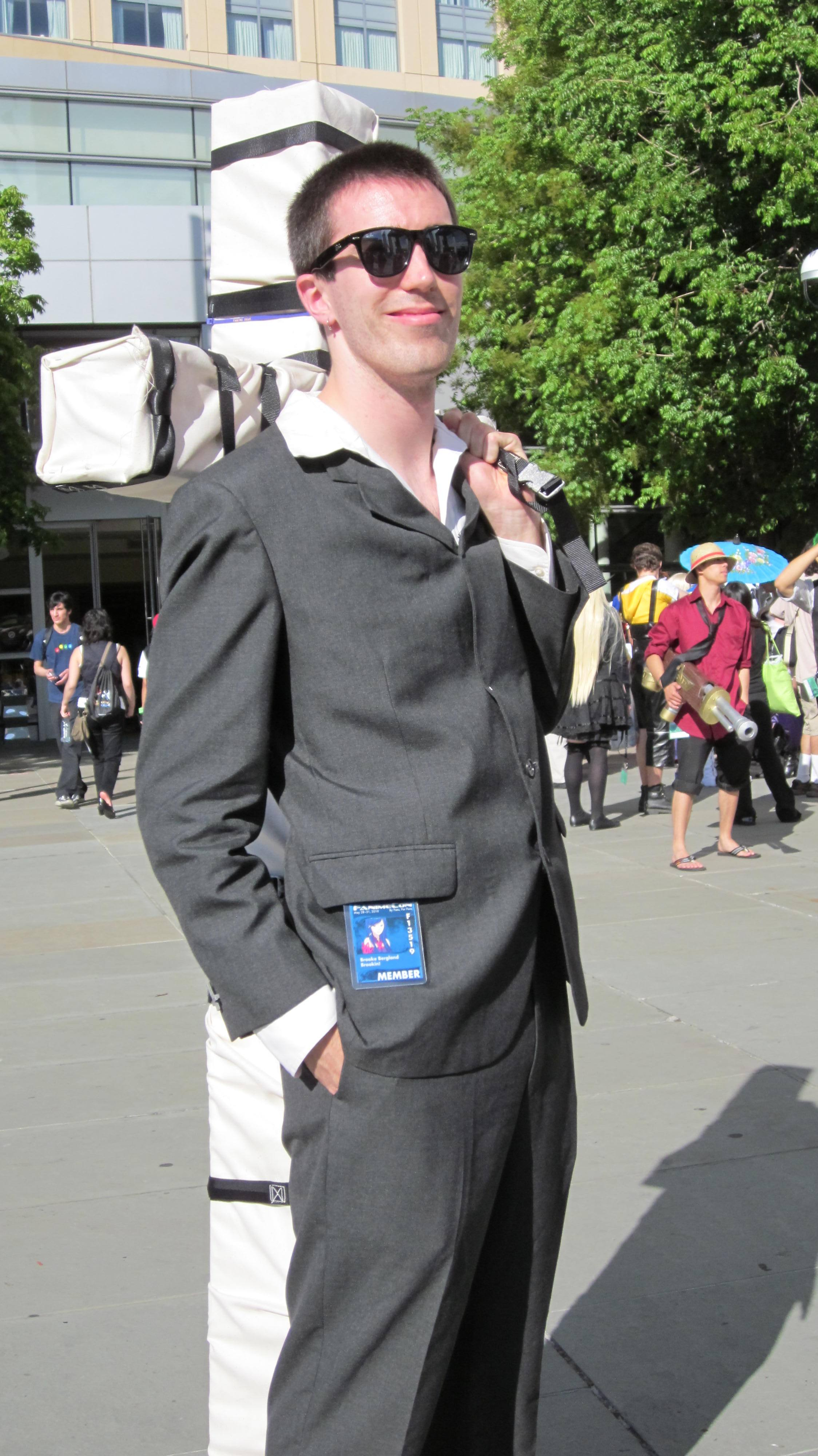
Человек, изображающий Вульфвуда, на FanimeCon 2010

Николас Д. Вульфвуд занял 75 место в рейтинге Anime Source «Топ-100 аниме-персонажей» на основе голосов девятнадцати экспертов. Mania.com поставил Вульфвуда на девятое место в списке «Top-10 Biggest Bad Ass Anime Gunslingers», прокомментировав свой выбор следующим образом: «Его крест действительно представляет смерть не только в своём символическом значении, но и в том, что содержит в себе гигантский арсенал. Он имеет функции пулемёта и ракетницы, а также содержит стойку пистолетов в аниме. Прежде чем Вульфвуд встретился с Вэшем, он делал все возможное, чтобы одаривать людей свинцом, как и наставлял людей на путь к Богу очень подобным образом.». Beneath The Tangles прокомментировал, что Вульфвуд является важным персонажем серии: «Николас Д. Вульфвуд уже давно является любимцем фанатов, скорее всего, из-за своего крутого характера в „Тригане“, к тому же серия давно популярна в США. Он — вооружённый до зубов священник, который несёт на себе смертоносный крест, полный милосердия и оружия, но, более того, я думаю, что люди связывают с его человечностью — что он хрупкий, жестокий. Несмотря на все это, однако, он старается делать то, что считает правильным.».